# Cherry Kiss
Cherry Kiss (Niš, República Federal de Yugoslavia; 31 de diciembre de 1992) es una actriz pornográfica y modelo erótica serbia.

## Biografía
Cherry Kiss, nombre artístico de Ivana Slavković, nació el último día del año de 1992 en la ciudad serbia de Niš, ubicada en el distrito de Nišava. No se sabe mucho de su vida antes de 2011, cuando a sus 19 años se traslada a Budapest (Hungría) para ingresar en la industria pornográfica.
Cogió cierta relevancia en su país al participar en el reality show Parovi, de la cadena Happy TV. Tras abandonarlo, fue fotografiada para la revista masculina CKM, editada en Polonia.
Ha trabajado tanto para productoras europeas y estadounidenses como Mile High, Evil Angel, 21Sextury, Girlfriends Films, X-Art, New Sensations, Reality Kings, Pervision, SexArt, Digital Sin, Kink.com, Private o Manwin Content.
En 2015 y 2018 recibió sendas nominaciones en los Premios AVN en la categoría de Mejor escena de sexo en producción extranjera por las películas Anissa Kate, the Widow y Erik Everhard Takes On Europe, respectivamente.
También en 2018 recibió dos nominaciones en los AVN y XBIZ en la categoría de Artista femenina extranjera del año.
Ha rodado más de 1400 películas.
Alguno de sus trabajos son Anal Day 4, Black Corset, Chambermaid, Fetish Mania, Just You And Me, Masseuses, My Maid And Me, Natural Orgasms, Rocco Sex Analyst, Squirtwomen o Young Horse Riders.

## Premios y nominaciones
| Año  | Ceremonia           | Resultado | Premio                                                       | Trabajo                                                           |
| ---- | ------------------- | --------- | ------------------------------------------------------------ | ----------------------------------------------------------------- |
| 2015 | Premios AVN         | Nominada  | Mejor escena de sexo en producción extranjera                | Anissa Kate, the Widow                                            |
| 2018 | Premios AVN         | Nominada  | Artista femenina extranjera del año                          | —                                                                 |
| 2018 | Premios AVN         | Nominada  | Mejor escena de sexo en producción extranjera                | Erik Everhard Takes On Europe                                     |
| 2018 | Premios XBIZ        | Nominada  | Artista femenina extranjera del año                          | —                                                                 |
| 2019 | Premios AVN         | Nominada  | Artista femenina extranjera del año                          | —                                                                 |
| 2019 | Premios AVN         | Nominada  | Mejor escena de sexo anal en producción extranjera           | Hot Girls With Nice Asses 2                                       |
| 2019 | Premios AVN         | Nominada  | Mejor escena de sexo de chico/chica en producción extranjera | French Maid Service: French Maids to Share                        |
| 2019 | Premios XBIZ Europa | Ganadora  | Mejor escena de sexo gonzo                                   | DP Bandits!                                                       |
| 2020 | Premios AVN         | Nominada  | Artista femenina extranjera del año                          | —                                                                 |
| 2020 | Premios AVN         | Nominada  | Mejor escena de sexo en producción extranjera                | Lucy, the New Secretary                                           |
| 2020 | Premios AVN         | Nominada  | Mejor escena de sexo de chico/chica en producción extranjera | I Am Sex: Cherry Kiss                                             |
| 2020 | Premios AVN         | Nominada  | Mejor escena de sexo POV de sexo                             | Gorgeous Football Hooligan Cherry Kiss Has Her Way With Rival Fan |
| 2020 | Premios XBIZ        | Nominada  | Artista femenina extranjera del año                          | —                                                                 |
| 2020 | Premios XBIZ Europa | Nominada  | Artista femenina del año                                     | —                                                                 |
| 2020 | Premios XBIZ Europa | Nominada  | Mejor escena de sexo en película protagonista                | College Harlots: Back to School                                   |
| 2020 | Premios XBIZ Europa | Nominada  | Mejor escena de sexo glamcore                                | One Night in Paris                                                |
| 2020 | Premios XBIZ Europa | Nominada  | Mejor escena de sexo glamcore                                | Sharing My Wife: Swinger's Retreat                                |
| 2020 | Premios XBIZ Europa | Nominada  | Mejor escena de sexo glamcore                                | One Night In Budapest                                             |
| 2020 | Premios XBIZ Europa | Nominada  | Mejor escena de sexo gonzo                                   | I Am Sex                                                          |
| 2020 | Premios XBIZ Europa | Nominada  | Mejor escena de sexo lésbico                                 | One Night in Paris                                                |
| 2020 | Premios XBIZ Europa | Nominada  | Mejor escena de sexo lésbico                                 | Precious Moments 3                                                |
| 2021 | Premios AVN         | Nominada  | Artista femenina extranjera del año                          | —                                                                 |
| 2021 | Premios AVN         | Nominada  | Mejor escena de sexo anal en producción extranjera           | Anal Virtue                                                       |
| 2021 | Premios AVN         | Nominada  | Mejor escena de sexo de chico/chica en producción extranjera | Pool Session                                                      |
| 2021 | Premios AVN         | Nominada  | Mejor escena de sexo lésbico grupal en producción extranjera | Life in a Glass                                                   |
| 2021 | Premios XBIZ Europa | Ganadora  | Artista femenina del año                                     | —                                                                 |
| 2021 | Premios XBIZ Europa | Nominada  | Mejor escena de sexo lésbica                                 | Cherry's Anal Beauties                                            |
| 2021 | Premios XBIZ Europa | Nominada  | Mejor escena de sexo lésbica                                 | Russian Institute: Pool Party                                     |
| 2021 | Premios XBIZ Europa | Nominada  | Mejor escena de sexo lésbica                                 | Alone at Last                                                     |
| 2022 | Premios AVN         | Nominada  | Artista femenina extranjera del año                          | —                                                                 |
| 2022 | Premios AVN         | Nominada  | Mejor escena de sexo internacional                           | Cherry's Anal Beauties                                            |
| 2022 | Premios AVN         | Nominada  | Mejor escena de sexo lésbico internacional                   | Russian Institute: Pool-Party                                     |
| 2023 | Premios AVN         | Nominada  | Artista femenina extranjera del año                          | —                                                                 |
| 2023 | Premios AVN         | Nominada  | Mejor escena de sexo internacional                           | Cherry's Master Class                                             |
| 2023 | Premios AVN         | Nominada  | Mejor escena de sexo internacional                           | Revenge                                                           |
| 2024 | Premios AVN         | Ganadora  | Artista femenina extranjera del año                          | —                                                                 |
| 2024 | Premios AVN         | Nominada  | Mejor escena de sexo en producción internacional             | Revelation                                                        |
| 2025 | Premios AVN         | Nominada  | Artista femenina del año                                     | —                                                                 |
| 2025 | Premios AVN         | Nominada  | Mejor escena de blowbang                                     | Ten Hard Cocks With a Cherry on Top                               |
| 2025 | Premios AVN         | Nominada  | Mejor escena de doble penetración                            | The Predatory Woman 2                                             |
| 2025 | Premios AVN         | Nominada  | Mejor escena de sexo en producción internacional             | Cherry Picking                                                    |
| 2025 | Premios XMA         | Nominada  | Artista femenina del año                                     | —                                                                 |
| 2025 | Premios XMA         | Nominada  | Artista lésbica del año                                      | —                                                                 |
| 2025 | Premios XMA         | Nominada  | Mejor escena de sexo en película gonzo                       | Hardcore Bombshells 2                                             |
| 2025 | Premios XMA         | Nominada  | Mejor escena de sexo en película lésbica                     | Cherry Kiss Gives Lauren Phillips a Burst of Energy               |
| 2025 | Premios XMA         | Nominada  | Mejor escena de sexo en película performance                 | Cumming to L.A.                                                   |
| 2025 | Premios XMA         | Nominada  | Mejor escena de sexo en película vignette                    | She Wanted to Be Punished                                         |